# راؤول مورينو
راؤول مورينو (بالإسبانية: Raúl Moreno Artalejo)‏ (21 نوفمبر 1979 في إسبانيا - ) هو لاعب كرة قدم إسباني في مركز حراسة المرمى. لعب مع بونفيرادينا وكولتورال ديبورتيفا ليونيسا ونادي ألكوركون ونادي سالامانكا ونادي فوينلابرادا ونادي لورقة ونادي ليغانيس ونادي ميريدا.

## وصلات خارجية
- راؤول مورينو على موقع قاعدة بيانات كرة القدم.إي يو (الإنجليزية)
- راؤول مورينو على موقع Soccerway.com (الإنجليزية)
- راؤول مورينو على موقع AS.com (الإسبانية)